# 今井林太郎
今井 林太郎（いまい りんたろう、1910年1月13日 - 2003年9月8日）は、日本の歴史学者、神戸大学・大手前大学名誉教授。専門は日本古代・中世史。

## 来歴
大阪府生まれ。大阪府立今宮中学校を卒業し、1928年第三高等学校文科に入学。同校で中村直勝の講義を受け、日本史を専攻することにする。1931年に卒業すると、京都帝国大学では三浦周行の定年退官が決まっていたこともあり、「中世に於ける社寺と社会との関係」に惹かれて平泉澄のいる東京帝国大学へ進学する。同期入学に北山茂夫、久保田収や箭内健次らがいる。卒業論文では「中世における庄園の農民」をテーマとしようと黒板勝美に相談したところ、「歴史のいろいろな記録には殆んど出てこない、そんなものを調べてみても無駄だ」という意見であったというが、黒板の承認を得て清水三男の論文「中世に於ける若狹太良莊の農民」などに学びながら、卒業論文「中世における荘民について」をまとめた。1934年に文学部国史学科卒業。法政大学講師を経て、1944年神戸経済大学予科教授、1949年神戸大学教授。1973年に定年退官、名誉教授。同年、大手前女子大学教授。2003年9月8日、老衰のため93歳で死去。

## 著書
- 『日本荘園制論』三笠書房 1939 日本歴史全書 のち臨川書店
- 『石田三成』吉川弘文館 人物叢書 1961
- 『織田信長』筑摩書房 1966 グリーンベルト・シリーズ のち朝日文庫

### 共編著
- 『大学日本史』阿部真琴、井上薫共編 吉川弘文館 1954-1955
- 『封建社会の農村構造』八木哲浩共著 有斐閣 1955
- 『新編日本史年表』阿部真琴、井上薫共編 吉川弘文館 1958

## 記念論集
- 『国史学論集 今井林太郎先生喜寿記念』今井林太郎先生喜寿記念論文集刊行会 1988